# آپری‌سیتابین
آپری‌سیتابین (انگلیسی: Apricitabine) (INN، با نام رمز AVX754 و SPD754، گاهی اوقات به اختصار ATC) یک مهارکننده آزمایشی نوکلئوزیدی رونوشت ترانس کریپتاز معکوس (NRTI) علیه HIV است. از نظر ساختاری با لامی‌وودین و امتری‌سیتابین مرتبط است، و مانند آن‌ها، آنالوگ سیتیدین است.